# Música en árabe tunecino
La música en árabe tunecino apareció en el siglo XVII. Se ha desarrollado enormemente desde el siglo XIX y se ha extendido por todo Túnez, principalmente después de la creación de la Radio de Túnez y el establecimiento de la radio y televisión tunecina. Hoy en día, el árabe tunecino se ha convertido en el principal lenguaje de las canciones en Túnez, incluyendo la música tunecina, música underground y Ópera.

## Inicios
La más antiguas letras encontradas en Túnez, se remontan al siglo XVII, escritas por Sheikh Abu el-Hassan el-Karray, quien murió en 1693, en la medina de Sfax y escribió un poema en árabe de Túnez durante su juventud.
Por otra parte, otro poema fue escrito en árabe de Túnez a finales del mismo siglo para citar las cualidades de Karray.
El inicio efectivo de canciones escritas en árabe de Túnez llegó en el siglo XIX, cuando los judíos de Túnez en el Beylicato de Túnez comenzaron a escribir canciones en árabe de Túnez sobre el amor, la traición y otros temas. El fortalecimiento a inicios del siglo XX afectó a los tunecinos ma'luf y el folclore. Canciones judeo-tunecinas florecieron en la década de 1930, con artistas judíos como Cheikh El Afrit y Habiba Msika.

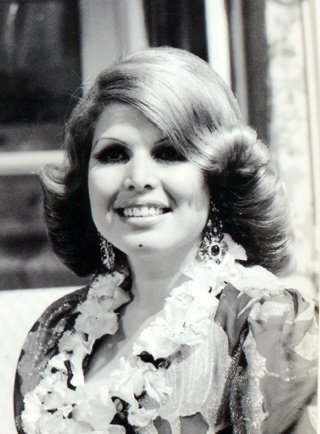
Naama

Esta tendencia fue promovida por la creación de la Radio de Túnez en 1938, que permitió a muchos músicos una mejor difusión de sus trabajos y ayudaron a difundir el uso del árabe de Túnez en las canciones. Los pioneros de estas canciones entre 1930 y 1950 tuvieron la mayor parte de su inspiración en la música tradicional tunecina, oriental o temas occidentales como Kaddour Srarfi, Hedi Jouini, Saliha, Salah El Mahdi, Hassiba Rochdi, Fethia Khaïri, Hassiba Rochdi, Mohamed Triki, Mohamed Jamoussi, Sadok Thraya y Ali Riahi.

## Aumento formal de canciones
Tras la creación del ERTT, organismo de radiodifusión en 1966, una generación de compositores e intérpretes, en su mayoría trabajando en la orquesta del ERTT, surgió. En esta ola, el rango ocupa un lugar destacado. Kalaï Ridha, Salah El Mahdi (considerado como un discípulo de Tarnane), Kaddour Srarfi, Ali Shalgham, Chedly Anwar, Abdelhamid Sassi y otros ayudaron a entrenar a varios cantantes, incluyendo a Naâma, Oulaya, Zouheïra Salem, Soulef, Safia Chamia, Youssef Temimi, Mustapha Charfi, Hana Rached, Choubeila Rached, Ezzeddine Idir entre otros.
Tahar Gharsa (otro discípulo de Tarnane) trabajó para promover la característica modal y rítmica de la música tradicional escribiendo letras con árabe de Túnez. El director Raoul Journo, en la misma línea, es un cantante judeo-tunecino, que se distingue por su interpretación de taâlila (canciones tradicionales asociadas con el nacimiento, la circuncisión, el matrimonio y otros ritos). Este tipo de música desarrollada bajo la Compañía Nacional de Música, fue creada a inicios de la década de 1980.

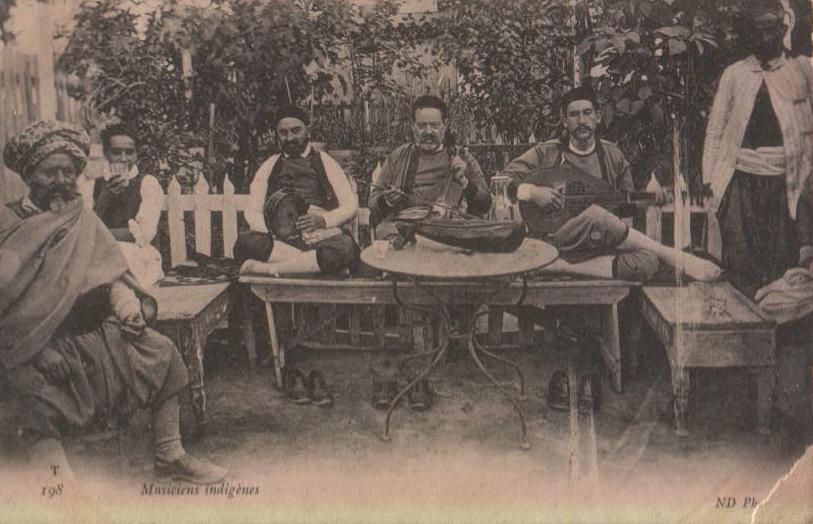
Banda de música popular de la época 1900-1950

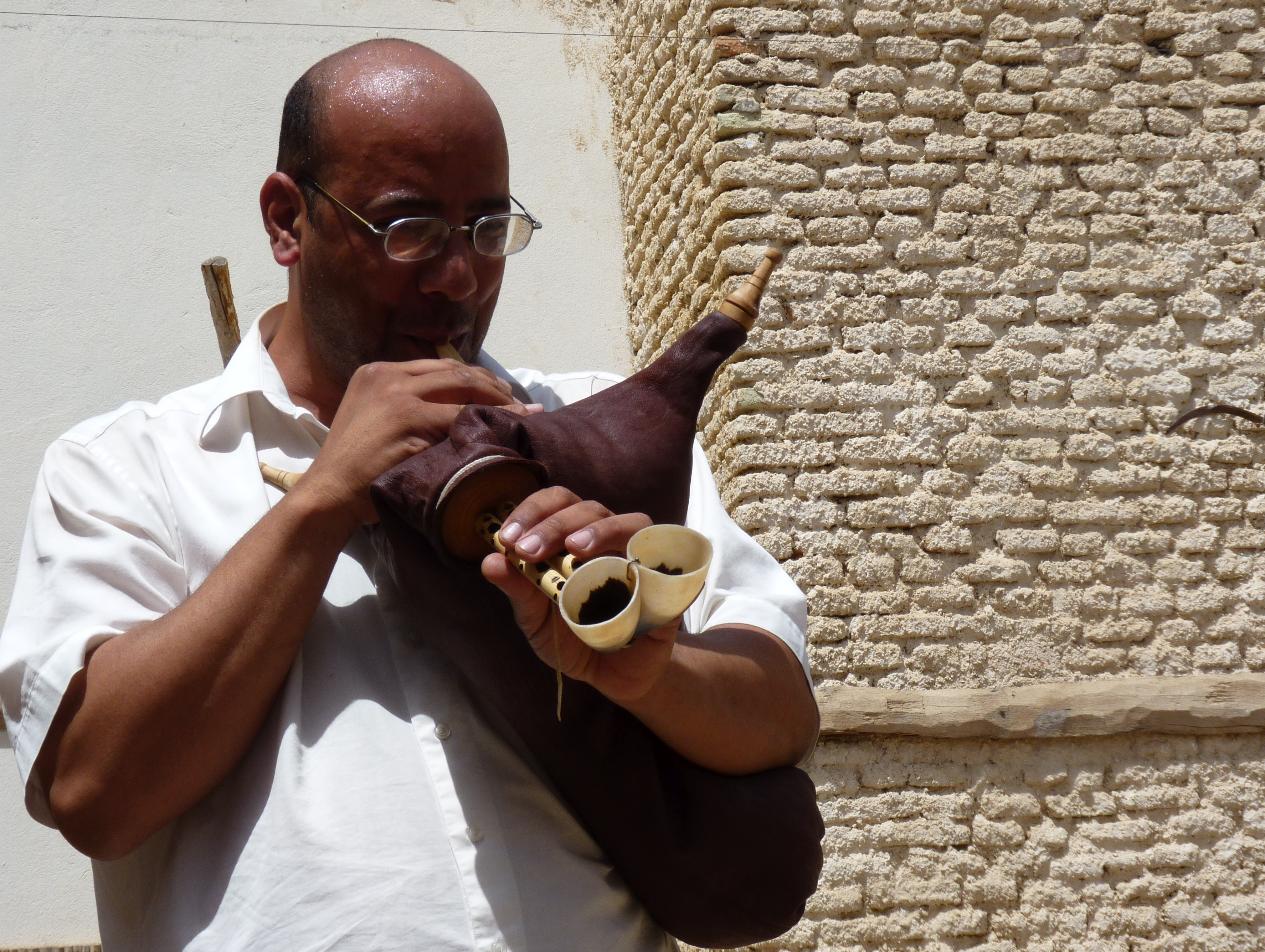
músico Mizwad en Tozeur

## Aumento de canciones populares de Túnez
Al mismo tiempo, la música popular se desarrolló en el siglo XIX, usando poemas en árabe tunecino acompañados por instrumentos musicales de Túnez. La música popular incluye Rboukh que es acompañado por un Mezoued, Salhi, acompañada por un Ney y música Sufí que son canciones religiosas, principalmente, acompañadas por Tambourins. Este tipo de música fue promovida por la Compañía Nacional de las Artes Populares, creada en 1962. Posteriormente, la adaptación y promoción de canciones populares, especialmente por Ahmed Hamza y más tarde Kacem Kefi, aumentaron el desarro de la música de Túnez. Los nativos de Sfax, fueron influenciados por Mohamed Ennouri y Mohamed Boudaya, los maestros más importantes de la música popular de esa ciudad. Hoy en día, este tipo de música es muy popular.
El árabe tunecino se convirtió en la principal variedad usada en la escritura de canciones en Túnez e incluso la principal técnica de palabras en música tiene sus sinónimos en árabe de Túnez.

## Música underground o alternativa
En la década de 1990, surgió la música underground en árabe de Túnez. Esta consistía principalmente de rap y no fue exitosa en principio debido a la falta de cobertura de los medios. El underground se convirtió en un éxito en la década del 2000, gracias a su difusión a través de Internet, y llegó a involucrar a otros géneros alternativos como el reggae y rock. La música underground alcanzó gran popularidad durante y después de la Revolución Tunecina de 2011, al tratar las graves cuestiones sociales que enfrentan las personas en Túnez.
En 2014, surgieron las primeras canciones de ópera en árabe tunecino. Eran las de Yosra Zekri escritas por Emna Rmilli y compuestas por Jalloul Ayed.